# Estación de La Molina
La Molina es una estación de la línea R3 de Rodalies de Catalunya. Está situada en el municipio de Alp. Forma parte de la línea Ripoll-Puigcerdà. En temporada invernal, algunos trenes de la R-3 finalizan recorrido en esta estación. La estación registró en 2021 la entrada de 2 648 usuarios, correspondientes a los servicios de cercanías, lo que supone un incremento del 30,19% sobre el año anterior.

## Situación ferroviaria
La estación se encuentra en el punto kilométrico 35,1 de la línea férrea Ripoll-Puigcerdá, entre las estaciones de Toses y de Urtx-Alp, a 1 420,22 metros de altitud.
El tramo es de vía única en ancho ibérico (1668 mm), con tensión eléctrica de 3 kV y alimentación por catenaria.

## Historia
Esta estación del Ferrocarril Transpirenaico, tal como se conocía la línea de Ripoll a Puigcerdá, fue abierta al tráfico el 17 de julio de 1922, con la puesta en marcha del tramo de 24,235 km entre las estaciones de Ribas de Freser y La Molina en la línea que unió ese mismo año Barcelona con Latour de Carol-Enveitg desde Ripoll. Las obras corrieron directamente a cuenta del Estado, ya que no se habían presentado postores para la subasta de obras y España estaba obligada por contrato con Francia a construir la línea. La inauguración oficial de toda la línea llegaría el 4 de octubre de 1922, en un acto bendecido por el obispo de la Seo de Urgel.
En un primer momento y hasta la llegada de la tracción eléctrica, la línea fue explotada mediante tracción vapor con locomotoras de la compañía Norte y por las 242 ténder fabricadas por La Maquinista Terrestre y Marítima (MTM), en Barcelona. Ante lo costoso de la explotación, el organismo estatal Explotación de Ferrocarriles por el Estado se hace cargo de la línea en 1926 con el objetivo de electrificar la línea. Las máquinas eléctricas de la serie 1000 entraron en servicio en 1929, coincidiendo con la electrificación a 1.500 voltios de la línea Ripoll-Puigcerdá, una de las primeras en electrificarse de toda la red catalana. A finales de 1929, las locomotoras de la serie 1000 se transfirieron a la Compañía de los Caminos de Hierro del Norte de España.
Mediante la Real Orden de 17 de julio de 1928 se determinó que la explotación de la línea entre Ripoll y Puigcerdá (tramo al que pertenece la estación) fuese realizada por Norte, cediendo el Estado la misma en régimen de alquiler. Norte pasó a explotar la línea a partir del 21 de junio de 1929, hasta la apertura del tramo entre Ripoll y La Tour de Carol en vía de ancho internacional, en paralelo a la ya existente en ancho ibérico.
El estallido de la Guerra Civil en 1936 dejó la estación en zona republicana. Ante la nueva situación el gobierno republicano, que ya se había incautado de las grandes compañías ferroviarias mediante un decreto de 3 de agosto de 1936, permitió que en la práctica el control recayera en comités de obreros y ferroviarios. Con la llegada de las tropas sublevadas a Cataluña en 1939, se volvió a la situación anterior.
En 1941, tras la nacionalización del ferrocarril de ancho ibérico, las instalaciones pasaron a manos de la recién creada RENFE. En 1965 se duplicó la tensión de la línea, pasando a ser de 3000Vcc. En 1984 planeó sobre la estación la amenaza de cierre, dentro del plan de cierre masivo de líneas altamente deficitarias, evitado por la presión popular y el carácter internacional de la línea. Desde el 31 de diciembre de 2004 Renfe Operadora explota la línea mientras que Adif es la titular de las instalaciones ferroviarias.

## La estación
La primera estación que encontramos después de atravesar el túnel de Toses es La Molina, a 1420 metros de altitud. El edificio inicial de la estación fue construido por Cubiertas y Tejados. Era un edificio a dos aguas con dos plantas y buhardilla. Hacia finales de los años cuarenta un incendio lo destruyó. La nueva estación, que recuerda un chalet suizo four inaugurada en 1953.
El edificio actual de la estación está incluido en el Inventario del Patrimonio Arquitectónico de Cataluña. Es una edificación formada por dos cuerpos de diferente nivel y hasta de cuatro alturas. No responde a la estética de las estaciones de la línea, debido a su construcción más reciente. La inclinación del tejado realizado en pizarra es bastante pronunciada, con cubierta a cuatro aguas, que responde a la necesidad de evitar acumulaciones de nieve. En el cuerpo más alargado, donde se compran los billetes, está la sala de espera, que dispone un acogedor hogar de fuego y unos bancos realizados en piedra, estando la pared decorada con troncos. El sistema de seguridad es de "Tren-tierra y ASFA". En cuanto a los bloqueos dispone de Bloqueo de Liberación Automática en vía Única con Control de Tráfico Centralizado (BLAU con CTC). Esta configuración se mantiene en el tramo entre las estaciones de Vich y Puigcerdá, al cual pertenece la estación.
El horario de la estación es de 06:35h a 22:20h.

## Servicios ferroviarios
A pesar de pertenecer la estación a la Provincia de Gerona, no comparte la denominación de Rodalies con su provincia, sino con la de Barcelona. En la práctica, la estación sólo tiene servicios regionales de Rodalies de Catalunya, prestados usualmente con trenes de la serie 447 de Renfe. Algunos trenes no efectúan parada en la estación. 
Los horarios actualizados de Rodalies de Cataluña pueden descargarse en este enlace. El horario actualizado de la R3 puede consultarse en este enlace.
| << cabecera                    | < estación | línea | estación > | cabecera >>               |
| ------------------------------ | ---------- | ----- | ---------- | ------------------------- |
| Rodalies de Catalunya de Renfe |            |       |            |                           |
| Hospitalet                     | Toses      |       | Urtx-Alp   | Puigcerdá Latour-de-Carol |